# Drstelja
Drstelja este o localitate din comuna Destrnik, Slovenia, cu o populație de 178 de locuitori.